# Júnior Díaz
Júnior Enrique Díaz Campbell, född 12 september 1983 i San José, är en costaricansk fotbollsspelare som spelar för LD Alajuelense. Han har även spelat för Costa Ricas landslag. Han är son till den före detta costaricanska landslagsspelaren Enrique Díaz.

## Landslagskarriär
Díaz debuterade för Costa Ricas landslag den 7 september 2003 mot Kina. Han var med i Costa Ricas trupp vid fotbolls-VM 2014.